# Euophrys a-notata
Euophrys a-notata är en spindelart som beskrevs av Cândido Firmino de Mello-Leitão 1940. 
Euophrys a-notata ingår i släktet Euophrys och familjen hoppspindlar. Inga underarter finns listade i Catalogue of Life.